# Peter Hohl

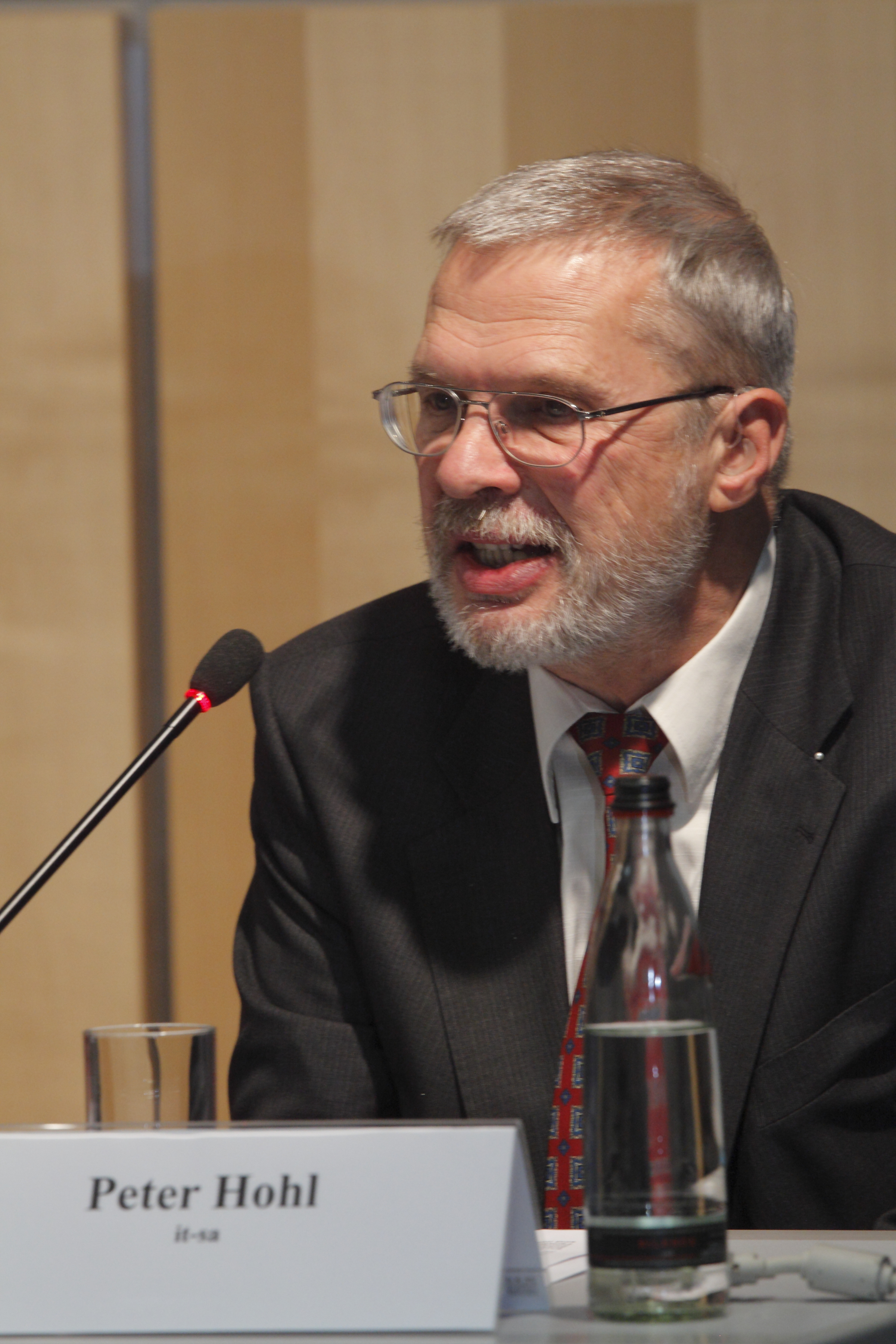
Peter Hohl, 2010

Peter Hohl (* 29. Juli 1941 in Karlsruhe) ist ein deutscher Schriftsteller, Publizist und Verleger.
Peter Hohl ist Fachautor zu Themen der Security und IT-Sicherheit und ein bekannter Aphoristiker. Peter Hohl wurde nach Abitur in Karlsruhe, einer Schauspielausbildung in Heidelberg und abgebrochenem Germanistik- und Geschichtsstudium bei der Heidelberger Rhein-Neckar-Zeitung zum Journalisten ausgebildet. Von dort wechselte er nach Baden-Baden zum damaligen Südwestfunk (Hörfunk) als Reporter und Redakteur. Er moderierte Magazinsendungen (Heute Mittag) und produzierte Reportagen und Features. Von 1967 bis 1979 war er engster Mitarbeiter von Eduard Zimmermann. 1980 gründete er den Peter Hohl Verlag, der ab 1991 unter dem Namen SecuMedia Verlags-GmbH firmiert.
Peter Hohl ist Initiator der Messe it-sa in Nürnberg, des Themenparks IT-Sicherheit und der Vortragsforen der Messe Security in Essen und der Zeitschriften WIK – Zeitschrift für die Sicherheit der Wirtschaft und <kes> – Die Zeitschrift für Informationssicherheit.
Einem breiten Publikum wurde Peter Hohl – abgesehen von den Auftritten bei Aktenzeichen XY … ungelöst – ab 1997 bekannt durch seine Wochensprüche in bisher sechs Büchern und auf einer Website.

## Werke
- 99 Gangstertricks und wie man sich dagegen schützt (1979 und 1984 als Ullstein Taschenbuch)
- Sicherheits-Jahrbuch für Deutschland, Österreich und die Schweiz (ab 1984 zweijährlich)
- …und als Zugabe mich (Gedichte, 1985)
- Lieber ein Optimist, der sich mal irrt… (1997)
- Ein Mittel gegen Einsamkeit… (1999)
- Seid froh, wenns schwierig ist… (2001)
- Direkt nach vorn… (2003)
- Erfolg ist leicht… (2006)
- Der Rhein – Geschichte und Geschichten. Eine Schiffsfahrt von Bingen bis zur Loreley (2006)
- Wenn Gott seine Tochter geschickt hätte... (2024)

## Auszeichnungen
- 2016: Outstanding Security Performance Award (OSPA) für sein Lebenswerk[1]